# Cunicumara
Cunicumara (лат.) — род бабочек из семейства Mimallonidae. Неотропика.

## Описание
Среднего размера бабочки. Внешне имеют седоватый оттенок, вызванный вкраплениями серых, цвета бледного хаки и темно-коричневых чешуек, наслоенных на желтоватые и оранжево-коричневые чешуйки. Чрезвычайно длинные двугребенчатые усики, простирающиеся более чем на половину длины крупных передних крыльев, с отчетливо длинными жилками. Валидный статус таксона был подтверждён в ходе ревизии в 2019 году американским лепидоптерологом Райаном Александером Ст. Лаурентом (Ryan A. St. Laurent, Cornell University, Department of Entomology, Итака, США) и Акито Кавахарой (Akito Y. Kawahara, University of Florida, Гейнсвилл, Флорида).
- Cunicumara anae St Laurent, 2016 (Боливия)[3]